# Lesben und Schwule in der Union

Logotipo do patido da União Democrata-Cristã, partido ao qual o LSU está filiado

O Lesben und Schwulen in der Union (numa tradução livre: Gays e Lésbicas na União), também conhecida como LSU, é uma organização que representa os interesses de lésbicas, gays, bissexuais e simpatizantes nos partidos alemães CDU/CSU. Ambos os partidos têm ideologia conservadora, estando situados à direita no espectro político e pertencendo à democracia cristã.
O LSU, fundado em 2007 e com sede em Berlim, funciona como um canal que procura reivindicar direitos para a comunidade LGBT e conseguir apoio de membros da CDU. Contudo, algumas exigências do grupo não são totalmente aceitas dentro do partido.
O LSU defende a aprovação da lei de igualdade das uniões de fato com  casamento.
O LSU é membro da Federação de Gays e Lésbicas na Alemanha (LSVD).

## Presidentes
- 1998–1999: Mark T. Jones
- 1999–2001: Martin Herdieckerhof
- 2001–2004: Rolf Ohler
- 2004–2006: Roland Heintze
- 2006–2007: Arnd Lange
- Desde setembro de 2007: Reinhard Thole